# Esther Mahlangu
Esther Mahlangu (Middelburg, 1935. november 11. –) dél-afrikai festő.
Esther Mahlangu 1935-ben, a dél-afrikai Mpumalanga tartományban, Middelburgban  született. Édesanyja és nagymamája hatására tízéves korára kitanulta a festés művészetének alapjait. A dél-afrikai ndebele nép egyik tagjaként ma is a falujában él, hagyományos viseletben jár. A hagyományokból táplálkozó festészetében élénk színek, geometrikus, konstruktivista formák jelennek meg.
A ndebele nők több évszázados hagyományaik szerint grafikai motívumokkal festik ki házaikat, hogy ezekkel a mintákkal emlékezzenek a közösségen belüli legfontosabb eseményekre, például az esküvőkre és más személyes eseményekre.
Esther Mahlangu – és a falu tehetségesebbjei – képeken, edényeken, szőnyegeken is megjelenítik az eredetileg házfalakra festett különleges színvilágú dekorációikat.
Esther Mahlangu megosztja tudását a fiatalabb generációkkal. Egy olyan iskolát irányít, ahol nemcsak festeni tanít, hanem gyöngykompozíciókat is készítenek.
Több évtizedes munkássága során művészete a hétköznapi élet legkülönfélébb eszközein is megjelent.
Napjainkban százféle ajándéktárgyon is kapható a ndebelék népművészete.

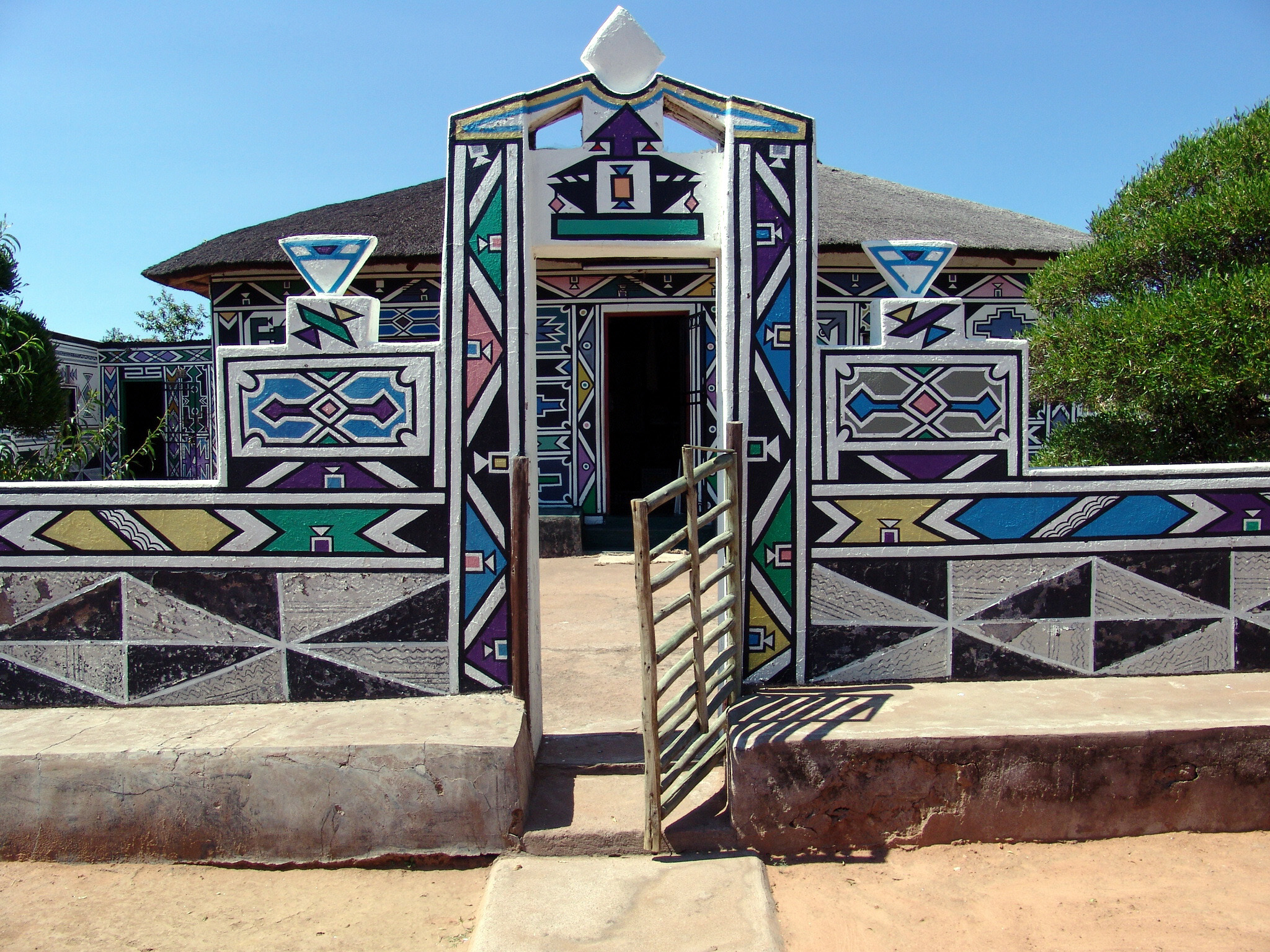
Esther Mahlangu tanyája

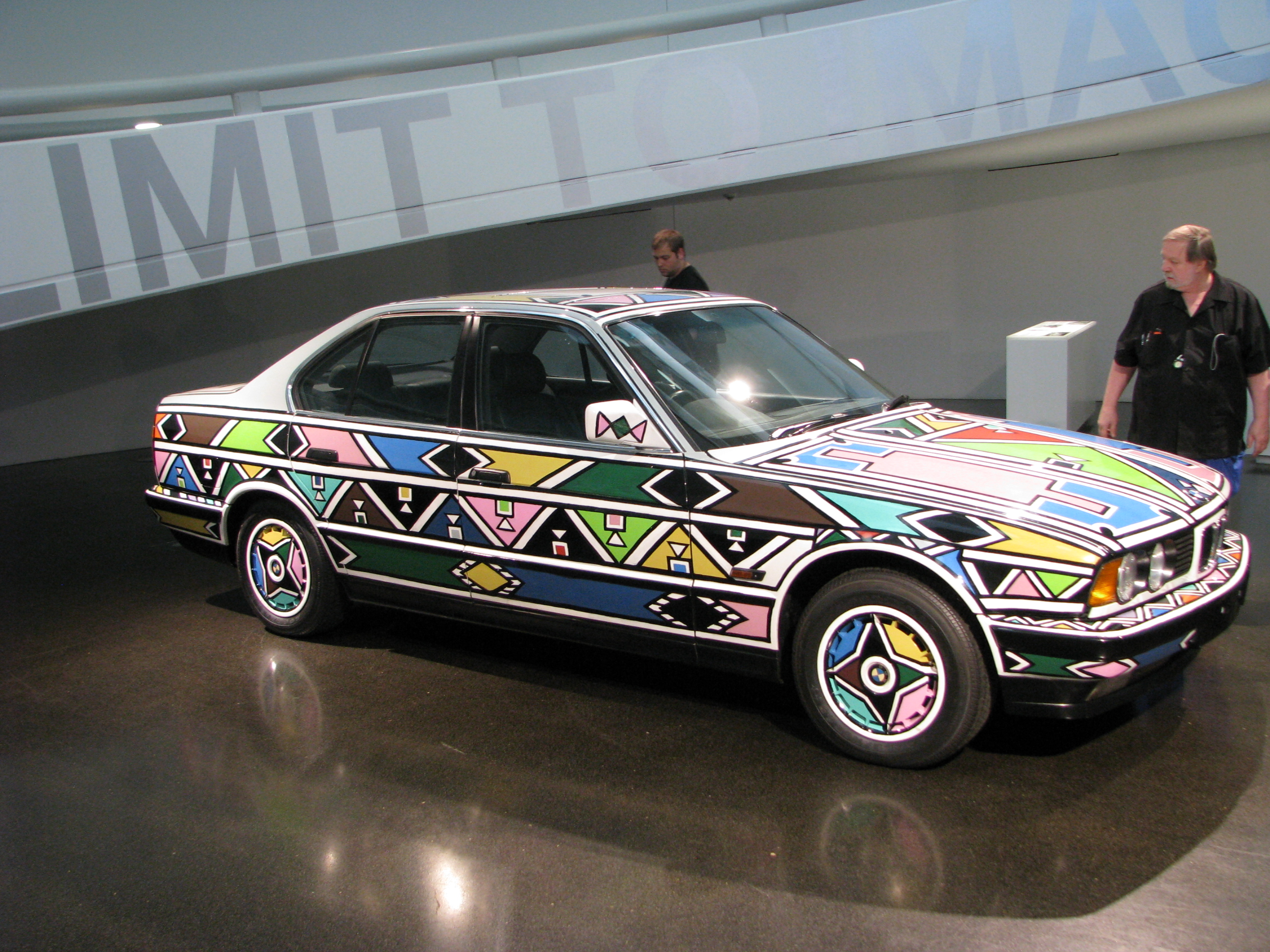
Egy kifestett BMW 525i

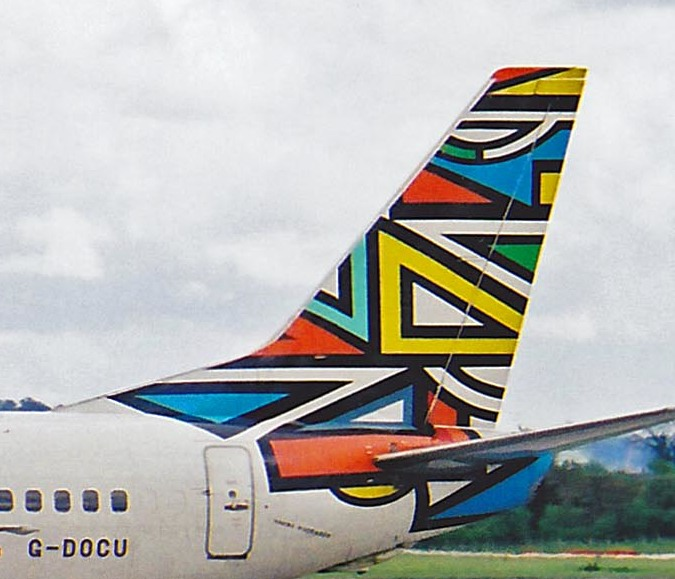

## Egyéni kiállítások
Alkotásaimnak köszönhetően rengeteg helyre eljutottam, sok mindent láttam a világból, és noha számtalan falat kifestettem már és munkáim a világ legnagyobb múzeumaiban vannak, én továbbra is a dél-afrikai Mpumalangában született Esther Mahlangu vagyok.
- 2016: Esther Mahlangu Individual 7 series BMW and accompanying exhibition co-curated by BMW and 34FineArt, Frieze Art Fair, London, UK
- 2015: Esther Mahlangu 80, curated by 34FineArt, UCT Irma Stern Museum, Cape Town, SA
- 2014: Esther Mahlangu: An Artistic Residency, Virginia Museum of Fine Arts, Virginia, USA
- 2012: Overlay, 34FineArt, Cape Town, SA
- 2010: Centro Espositivo St. Art, Calenzano, Italy
- 2008: Esther Mahlangu: Reacquiring, The Kyle Kauffman Gallery, New York, USA
- 2007: Esther Mahlangu 2007, 34LONG, Cape Town, SA
- 2007: Why Africa?, Fiat 500, Turin, Italy
- 2005: Esther Mahlangu, 34LONG, Cape Town, SA
- 2003: Esther Mahlangu 2003, curated by 34FineArt, UCT Irma Stern Museum, Cape Town, SA
- 1998: Museum of Oceanian and African Art, Paris, France
- 1997: BA Airways Tail paintings, UK
- 1991: BMW Art Cars Commission, Germany
